# Droga wojewódzka nr 573
Droga wojewódzka nr 573 (DW573) – droga wojewódzka o długości 48,5 km łącząca Żychlin z Nowym Duninowem

## Miejscowości leżące przy trasie DW573
- Żychlin
- Gostynin
- Nowy Duninów